# دنیلو گرلو
دنیلو گرلو (انگلیسی: Danilo Gerlo؛ زادهٔ ۷ مارس ۱۹۷۹) بازیکن فوتبال اهل آرژانتین است.
از باشگاه‌هایی که در آن بازی کرده‌است می‌توان به باشگاه فوتبال ریور پلاته و باشگاه فوتبال آرسنال ساراندی اشاره کرد.